# Referendum costituzionale in Bielorussia del 2004
Il referendum costituzionale in Bielorussia del 2004 si è svolto il 17 ottobre 2004 per consentire al presidente Aljaksandr Lukašėnka di candidarsi a ulteriori elezioni, insieme alle elezioni parlamentari.  Lukašėnka si stava avvicinando alla fine dei suoi due mandati costituzionalmente limitati e il cambiamento gli avrebbe permesso di candidarsi per un terzo mandato.
Ai sensi dell'articolo 140 della costituzione, per la validità del risultato era necessaria la maggioranza dei voti validi nonché la maggioranza dei votanti registrati favorevoli alle modifiche costituzionali 
La modifica costituzionale è stata approvata dall'88,9% dei votanti, con un'affluenza del 90,28%.

## Contesto
Aljaksandr Lukašėnka venne eletto per la prima volta nelle elezioni presidenziali del 1994. Secondo la legge in vigore all'epoca, il suo mandato sarebbe scaduto nel 1999, ma Lukašėnka e i suoi sostenitori affermarono che, a seguito dell'entrata in vigore degli emendamenti alla Costituzione della Bielorussia adottati sulla base del referendum del 1996, il mandato presidenziale avrebbe dovuto essere conteggiato dall'entrata in vigore degli emendamenti alla Legge fondamentale, quindi fino al 2001. Secondo la normativa vigente inoltre, il presidente poteva ricoprire la sua carica per un massimo di due mandati.
Il 7 settembre 2004 Lukašėnka ha firmato il decreto sull'organizzazione del referendum nazionale.

## Risultati
| Scelta                                  | Voti      | %     |
| --------------------------------------- | --------- | ----- |
| Sì                                      | 5.548.477 | 88,9  |
| No                                      | 691.917   | 11,1  |
| Schede bianche e nulle                  | 67.001    | –     |
| Totale                                  | 6.307.395 | 100   |
| Elettori registrati/affluenza alle urne | 6.986.163 | 90,28 |
| Fonte: Nohlen & Stöver                  |           |       |

## Controversie
Il paragrafo 112 del codice elettorale bielorusso prevedeva che le "questioni legate all'elezione e alla revoca del Presidente della Repubblica di Bielorussia" non potessero essere sottoposte a referendum. Ci sono stati diversi arresti di manifestanti contro il risultato e notizie di leader dell'opposizione picchiati dalla polizia.
L'Organizzazione per la sicurezza e la cooperazione in Europa (OSCE) ha valutato che sia il referendum che le elezioni parlamentari tenutesi lo stesso giorno non rispettavano gli standard democratici. In particolare, l'OSCE ha criticato il rifiuto di registrare molti candidati nelle liste elettorali, il pregiudizio dei media statali, le incursioni della polizia nei comitati elettorali e la mancanza di cabine elettorali coperte nei seggi elettorali.
Lo svolgimento del referendum e delle elezioni parlamentari è stato criticato anche dal Consiglio d'Europa e dal Consiglio dell'Unione europea. Il 13 dicembre 2004, il Consiglio dell'Unione Europea, nella sua posizione 2004/661/PESC, ha deciso di aggiungere altri due nomi all'elenco delle persone che non possono entrare nel territorio dell'Unione europea a causa dei brogli nelle elezioni e nel referendum in Bielorussia del 17 ottobre 2004, e di una grave violazione dei diritti civili, reprimendo le manifestazioni pacifiche dopo le elezioni e il referendum stessi.